# 恐龙谷大屠杀
《恐龙谷大屠杀》（直译：裸體和野蠻）是一部1985年的食人族電影，由米歇爾·馬西莫·泰蘭天尼导演，意大利和巴西國際聯合製作，泰蘭天尼與達丹諾·薩凱蒂共同編劇，邁克爾·索普基、蘇珊·卡瓦略、米爾頓·羅德里奎、瑪塔·安德森和霞飛·蘇雷斯主演。

## 剧情
一行9名遊客在亞馬遜叢林中飛機墜毀，三名乘客立即死亡，而6名倖存者不得不設法自救。一路上他們遇到各種各樣的問題：野生動物、食人魚、流沙、一群被稱為“阿夸拉”的兇猛食人族，最後還有由虐待狂領導的鑽石矿工。最後，只有兩人乘坐直升機逃脫。

## 制作
這部電影於1985年在巴西拍攝。

## 家庭媒体
2020年9月29日，這部電影由Severin Films發行了DVD和藍光光碟。